# Rémouleur

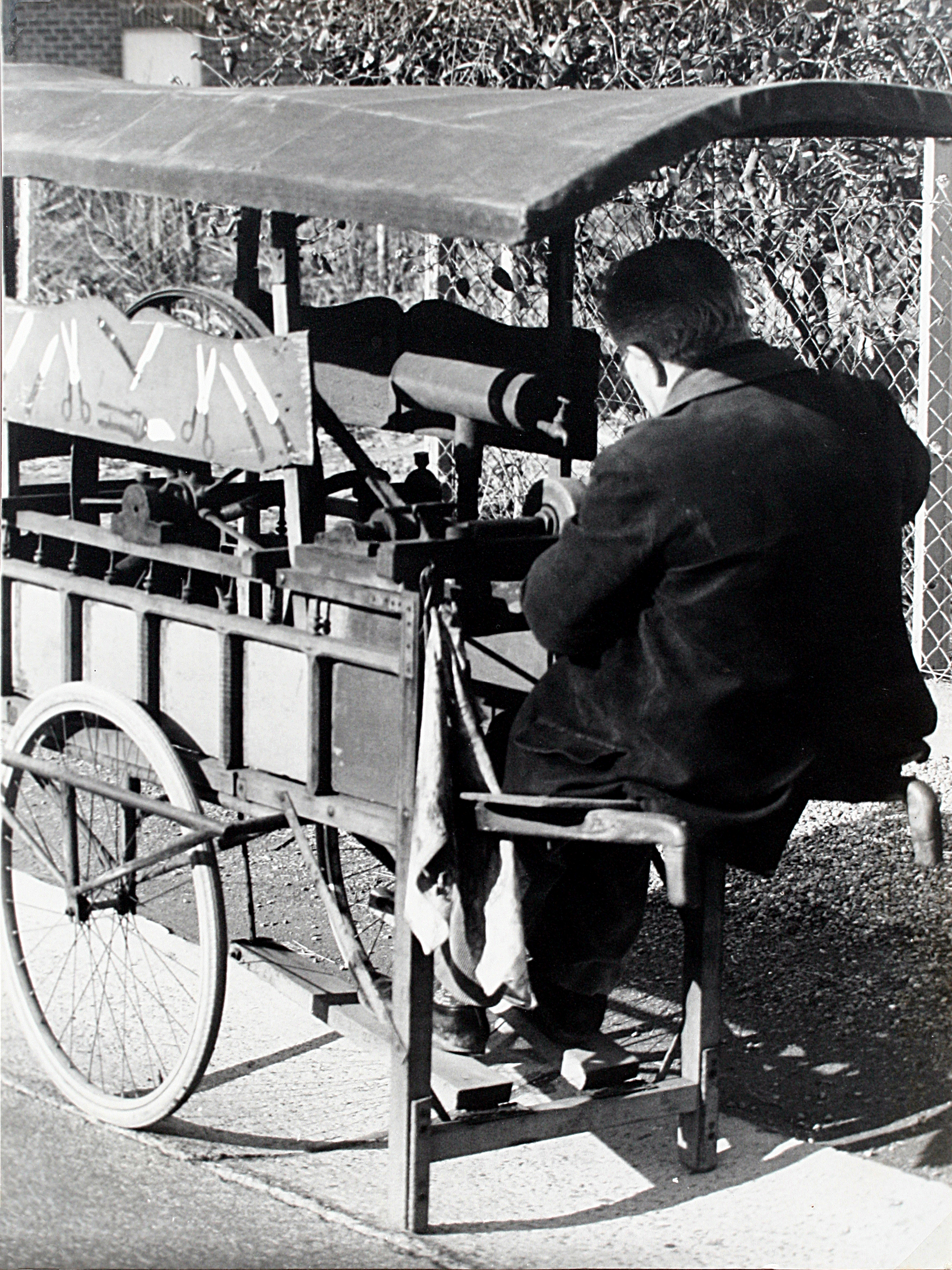
Rémouleur et sa petite charrette, brouette, ramoulette ou rabelette - 1975. (Belgique).

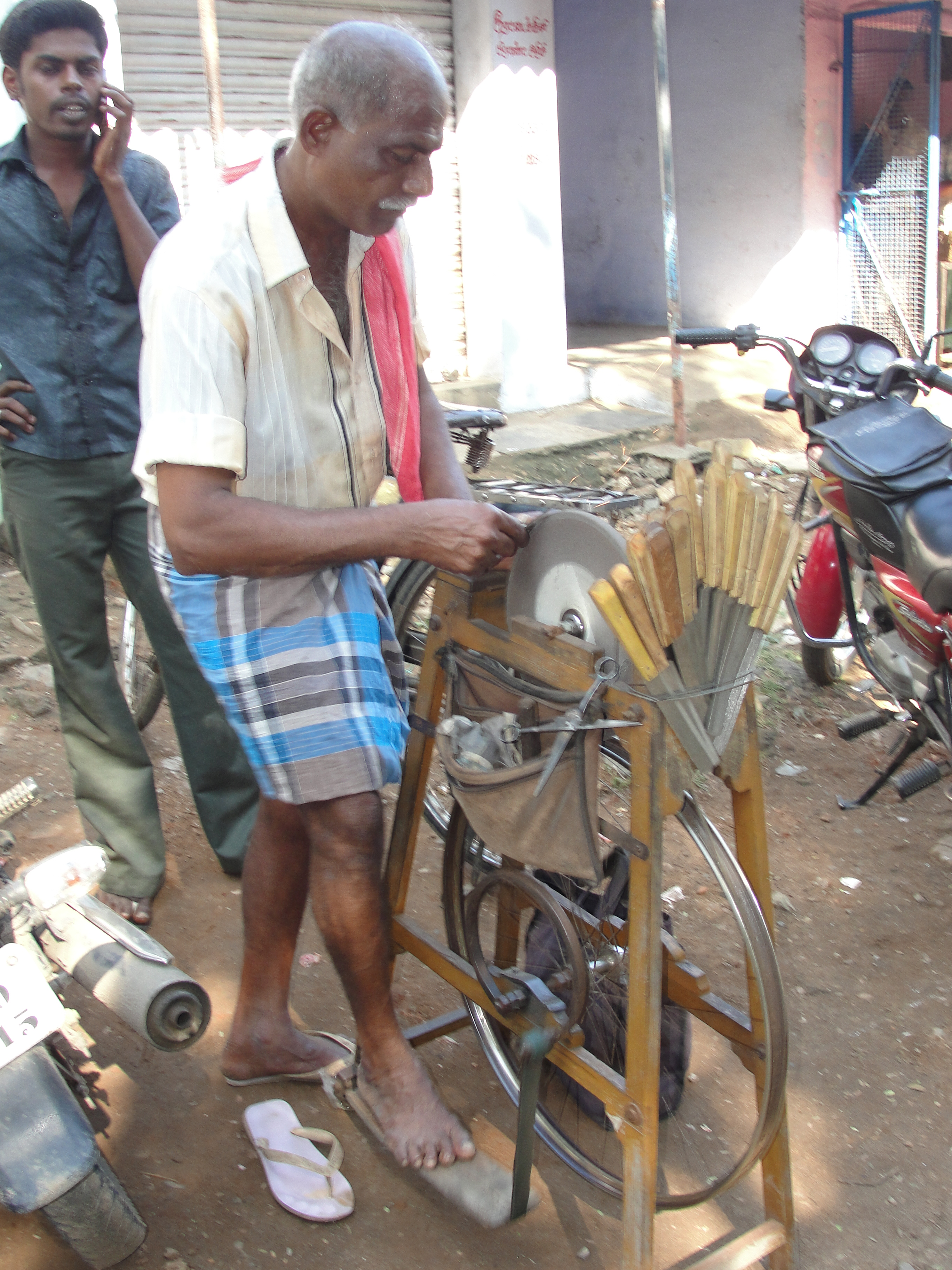
Aiguiseur de couteaux traditionnel en Inde en 2011.

Le rémouleur, également nommé émouleur ou repasseur, est un artisan qui aiguise à la meule les lames des instruments tranchants. Le rémouleur ambulant se déplaçait autrefois, de ville en ville, avec une petite meule mobile.

## Historique
Le métier de rémouleur est connu à Paris au Moyen Âge. Le registre de taille de 1292 mentionne six « Esmouleurs » ; celui de 1300 n'en cite plus que deux, plus un « Esmouleur de couteaux ». Ils appartiennent à la confrérie des « gagne-petit », regroupant divers métiers à très faible revenu, qui a sa chapelle au couvent des Augustins avec pour patronne sainte Catherine d'Alexandrie. Une branche particulière était celle des « Esmouleurs de grandes forces », c'est-à-dire des grands ciseaux utilisés par les fabricants pour tondre le drap : ils reçoivent un statut de Charles VI en 1407. Au XVIIIe siècle, les rémouleurs de rue sont appelés « Rémouleurs à la  petite planchette », dit Jaubert dans son Dictionnaire des arts et métiers (1773), « à cause de la petite planche qui est sous leur pied, et par le mouvement de laquelle ils font tourner leur meule ».
Le rémouleur se déplaçait alors avec sa petite charrette, brouette, ramoulette ou rabelette (Belgique) sur laquelle était fixée la meule, généralement à eau et mécanique, dans les grandes villes, ou de village en village, s'arrêtant à chaque coin de rue en agitant sa clochette et en criant : « Rémouleur, rémouleur ! Repasse couteaux ! Repasse ciseaux ! ». Leurs cris et le crissement de leur meule sur le métal faisaient dans le temps partie des bruits typiques des grandes villes.  Il prenait également en charge les poignards et épées des gentilshommes. 
Au début du XXe siècle en Europe, le métier de rémouleur était une spécialité des Yéniches, surnommés aussi « Tziganes blancs ».
Le métier qui était encore très commun jusqu'à entre les deux guerres mondiales, a quasiment disparu d'Europe au XXIe siècle. Le rémouleur, comme de nombreux autres petits métiers, est victime du progrès (les couteaux en acier moderne s'usent moins vite, le "fusil" d'affûtage est devenu un outil domestique) et de la société de consommation (avec l'automatisation et l'importation de pays en voie de développement, le prix des couteaux a chuté et ne justifie économiquement plus leur ré-aiguisage).
En 2017, il n'en reste ainsi plus que cinq à Paris, dont la moyenne d'âge est assez élevée. Après leur départ à la retraite, il est plausible que le métier disparaisse de cette ville, mais cette activité itinérante demeure notamment dans les campagnes françaises, avec des meules électriques embarquées dans un véhicule utilitaire, et des formations demeurent.

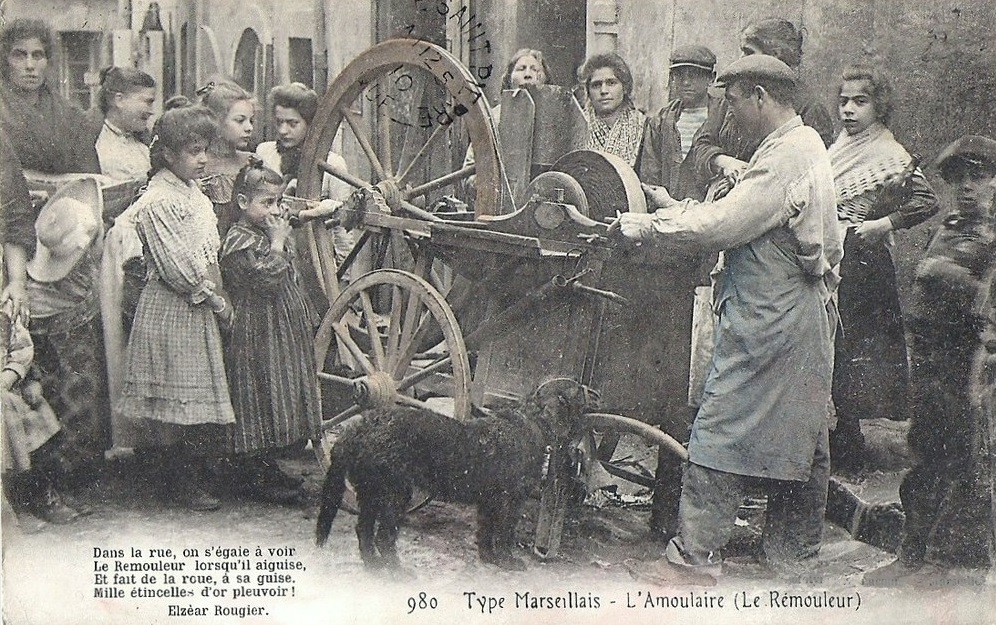
Rémouleur (amoulaire) à Marseille au début du XXe siècle.
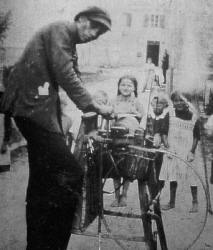
Rémouleur yéniche en Allemagne ou Suisse vers 1930.
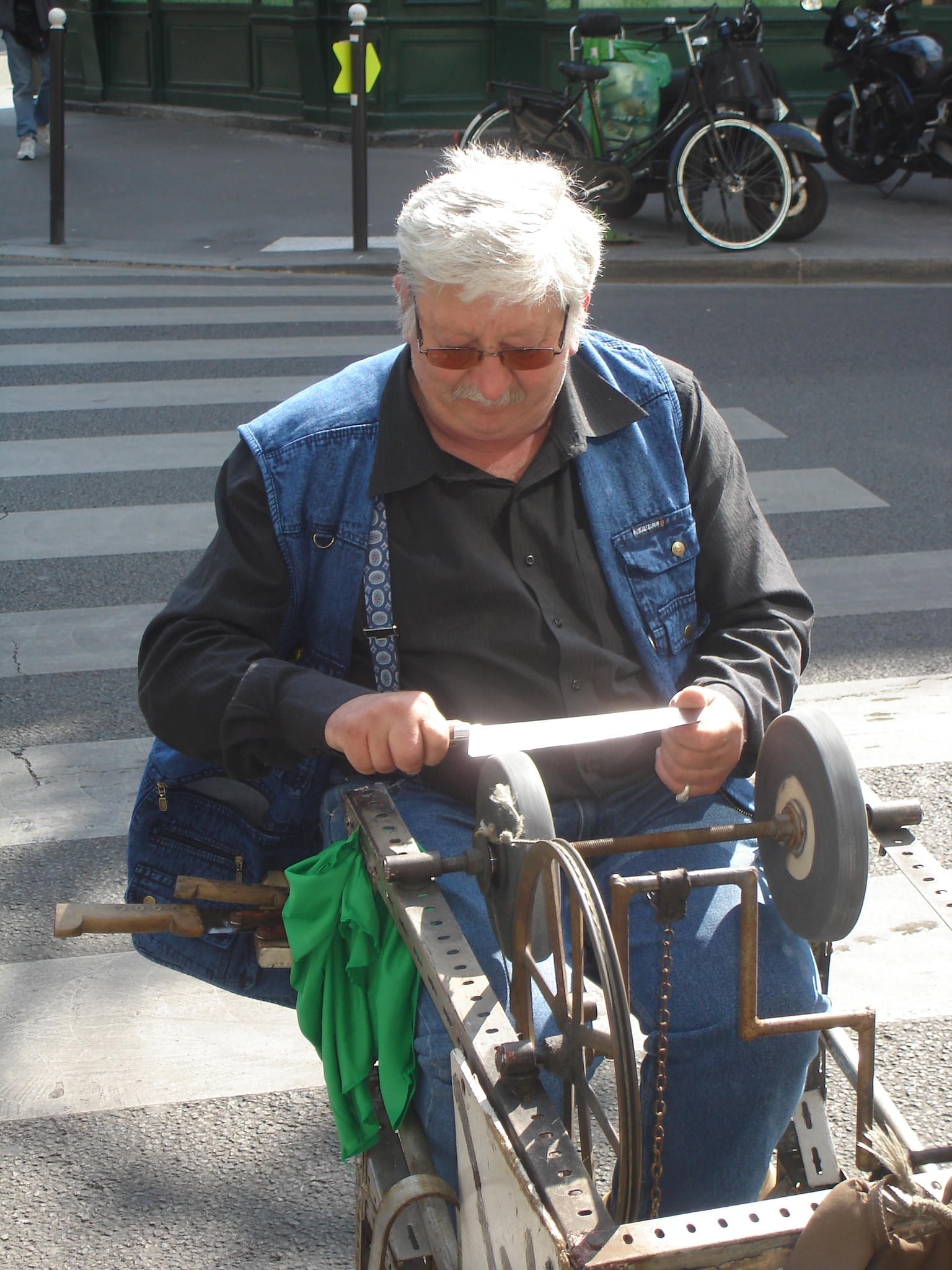
Aiguiseur de couteaux à Paris en 2008.
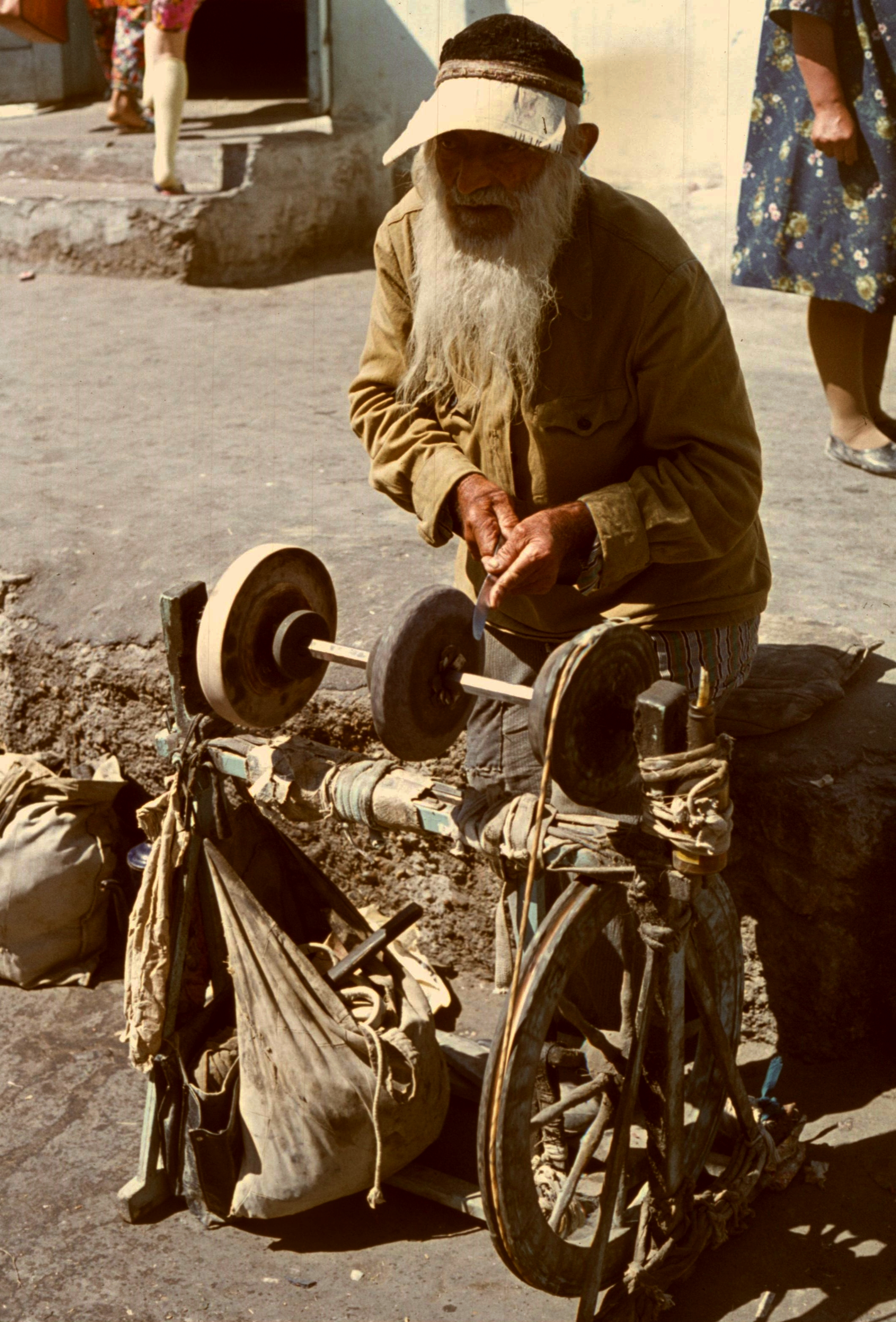
Rémouleur à Boukhara en Ouzbékistan en 1981.

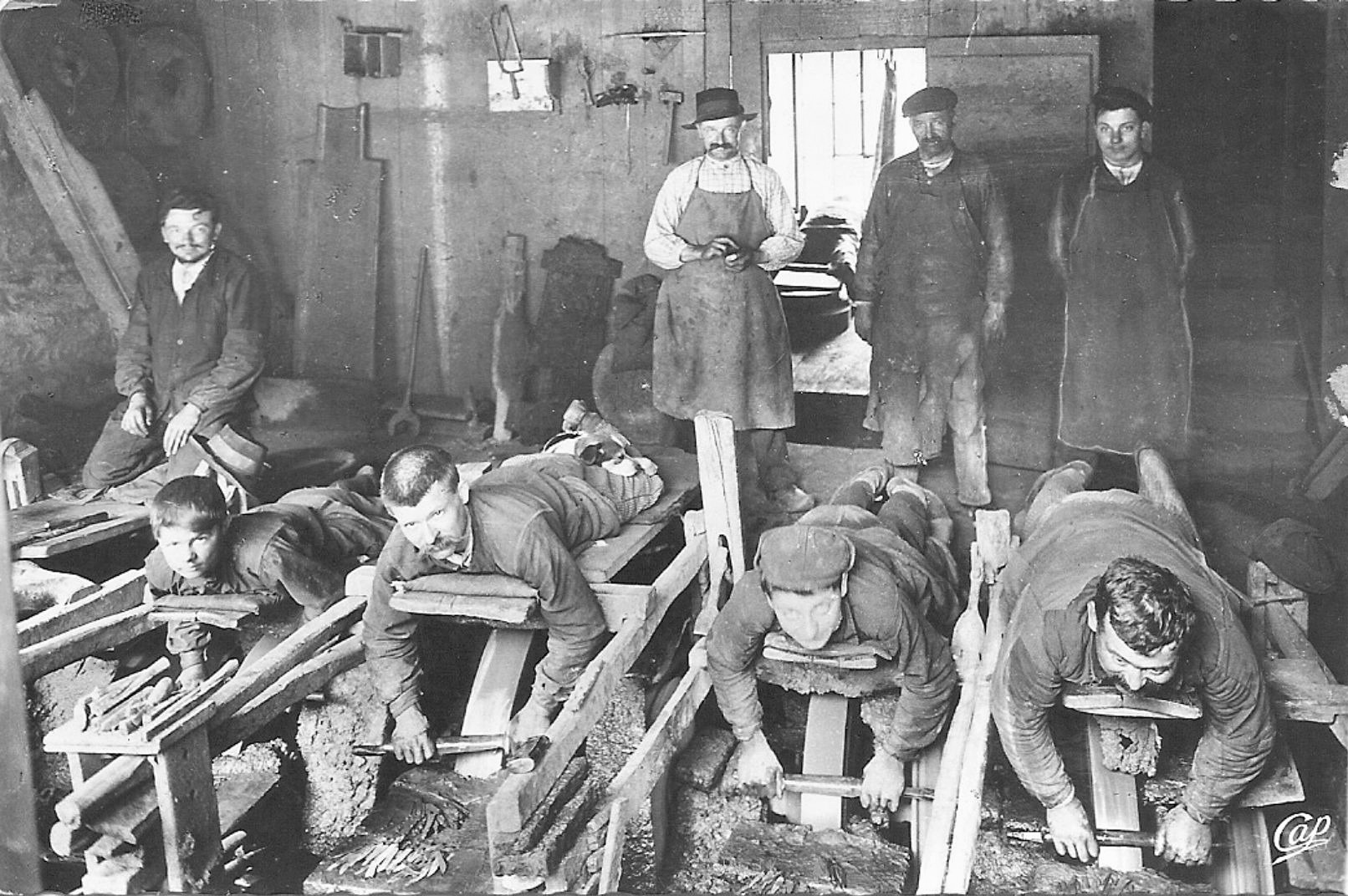
Émouleurs de couteaux à Thiers dans la Vallée des Usines au début du XXe siècle.
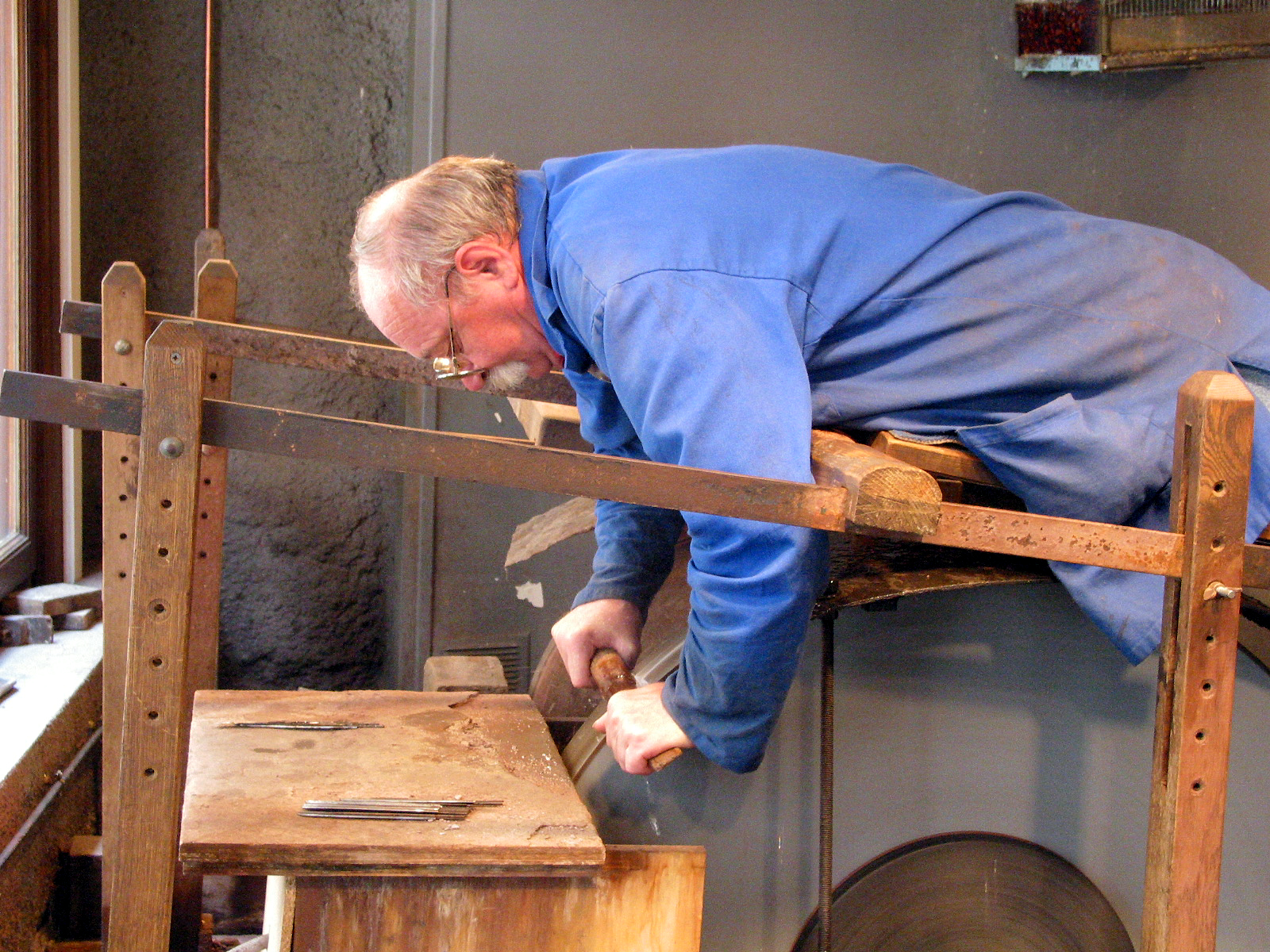
Démonstration d’un émouleur au musée de la coutellerie de Thiers.

## Filmographie
Le métier de rémouleur a été repris de nombreuses fois dans les films, illustrant l'esprit des anciens métiers et des petits artisans.
- Regain : film français de 1937 de Marcel Pagnol d'après un livre de Jean Giono. Un des personnages principaux du film est Gedemus le rémouleur itinérant, rôle joué par Fernandel.
- Angèle : film français de 1934 de Marcel Pagnol d'après un livre de Jean Giono ; le rôle de Tonin le rémouleur est joué par Charles Blavette.
- Liliom : film français de 1934 de Fritz Lang. Antonin Artaud, écrivain et poète, joue le rôle du rémouleur-ange gardien.
- Adieu Léonard : film français de 1943 de Pierre Prévert. Le rémouleur est joué par Guy Decomble.
- Sous le ciel de Paris : de 1951 de Julien Duvivier avec Albert Malbert dans le rôle du rémouleur.
- Poly et le diamant noir : feuilleton télévisé français de 1967, créé par Cécile Aubry. Le grand-père est un rémouleur itinérant.
- L'Arrotino (le rémouleur) : court-métrage 35 mm de 2001 de Straub et Huillet.
- Portraits d'Alain Cavalier, 1re série, 11. La Rémouleuse (1987).

## Pièces de théâtre, œuvres musicales
- Le Rémouleur d'amour : pièce de 1722 de l'auteur dramatique français Jacques-Philippe d'Orneval.
- Le Rémouleur : pièce baroque du compositeur Michel Pignolet de Montéclair.
- La Légende des santonniers : Patrick Fiori, chanteur, obtient à douze ans son premier rôle dans une comédie musicale en interprétant le rémouleur.

## Conte
Dans un conte de l'Inde, un prince voyageur a pour compagnons un forgeron, un rémouleur et un menuisier. La vie du prince est liée à son épée : une vieille femme maléfique le fait périr en brisant son épée dans un brasier et enlève son épouse. Ses trois compagnons retrouvent les fragments de l'épée : le forgeron les reforge et le rémouleur affûte le tranchant de l'épée, ce qui rend la vie au prince, et le menuisier fabrique un palanquin volant pour aller à la recherche de l'épouse.

## Roman
- Le Rémouleur, épisode du temps de la Terreur et du Directoire par Eugène Chavette : roman historique de 1873[6].

## Représentations du rémouleur

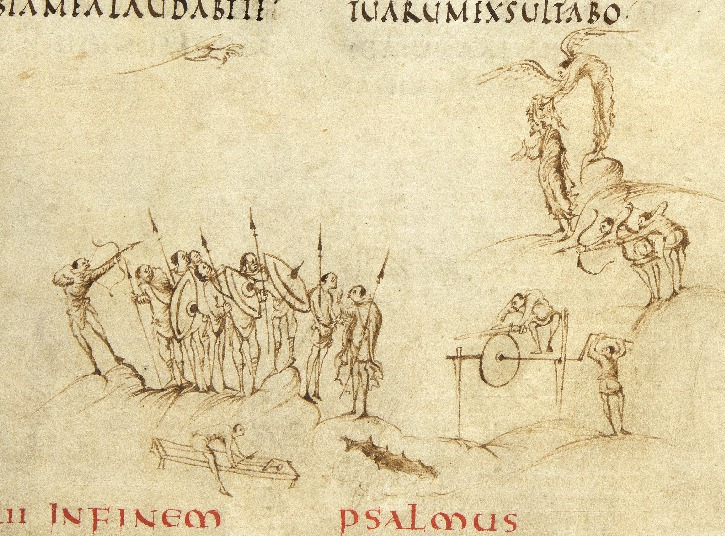
Illustration du psaume 64 (63), IX.

Une des plus anciennes représentations de rémouleur vient du psautier d'Utrecht, manuscrit carolingien du IXe siècle. Elle montre des archers tirant sur un martyr couronné par un ange tandis qu'un rémouleur aiguise leur épée. Elle illustre le psaume 64 (63), verset  4-5, qui évoque le châtiment de Dieu contre les calomniateurs : 

« Eux qui aiguisent leur langue comme une épée, ils ajustent leur flèche, parole amère, pour tirer en cachette sur l'innocent, ils tirent soudain et ne craignent rien,. »

Le peintre romantique Alexandre-Gabriel Decamps réalise à plusieurs reprises des scènes de genre avec des rémouleurs.

### Santons
La figurine du rémouleur fait partie de la crèche provençale. 
Voir : Crèche de Noël ; Santon de Provence

### Tableaux et sculptures

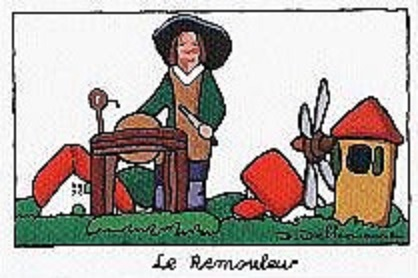
Le rémouleur par David Dellepiane.

- Le Rémouleur (Arrotino) : sculpture conservée au musée des Offices à Florence, copie romaine du Ier siècle d'un original grec perdu. Trouvée à Rome au début du XVIe siècle, elle a été appelée Villano (paysan), Arrotino (aiguiseur), Rotatore (rémouleur), avant qu'il ne soit montré qu'elle représente le Scythe chargé par Apollon d'écorcher le satyre Marsyas qui avait contesté sa suprématie musicale. Il en existe de nombreuses copies, dont une au Louvre, de 1688 par Giovanni Battista Foggini (1652-1725), en très mauvais état après une exposition au Jardin des Tuileries de 1770 à 1992, et un moulage de celle-ci fondu en bronze par les frères Keller, au jardin du Château de Versailles.
- Le Jeune Rémouleur (vers 1650) : huile sur bois de David Teniers le Jeune, musée du Louvre.
- Le Rémouleur : gravure d'Adriaen van Ostade (1610-1685).
- El Afilador (1790) : tableau de Goya, collection Esterházy, Budapest (Hongrie).
- Le Rémouleur (1840) : tableau d'Alexandre-Gabriel Decamps (1803-1860), au Musée du Louvre.
- L'Affûteur de ciseaux : tableau d'Alexandre-Gabriel Decamps, milieu du XIXe siècle, au Musée d'Amsterdam[10].
- Rémouleur (1898) : tableau de Marie Caire-Tonoir, musée de la Vallée, Barcelonnette.
- Le Rémouleur (1912-1913 : tableau cubo-futuriste du peintre russe Kasimir Malevitch, à l'Université Yale.
- O Afiador (2004) : sculpture sur bronze d'Amadeo Rolán érigée à Esgos en Galice (Espagne) pour la Fête de l'émigrant ; elle honore l'esprit d'entreprise des émigrants galiciens[11].

## Galerie

Rémouleurs dans les arts
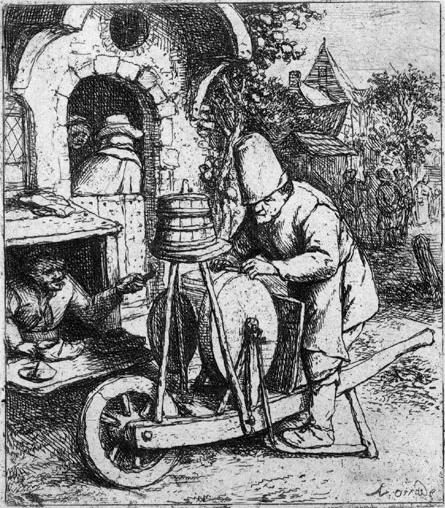
Le Rémouleur d'Adriaen van Ostade.
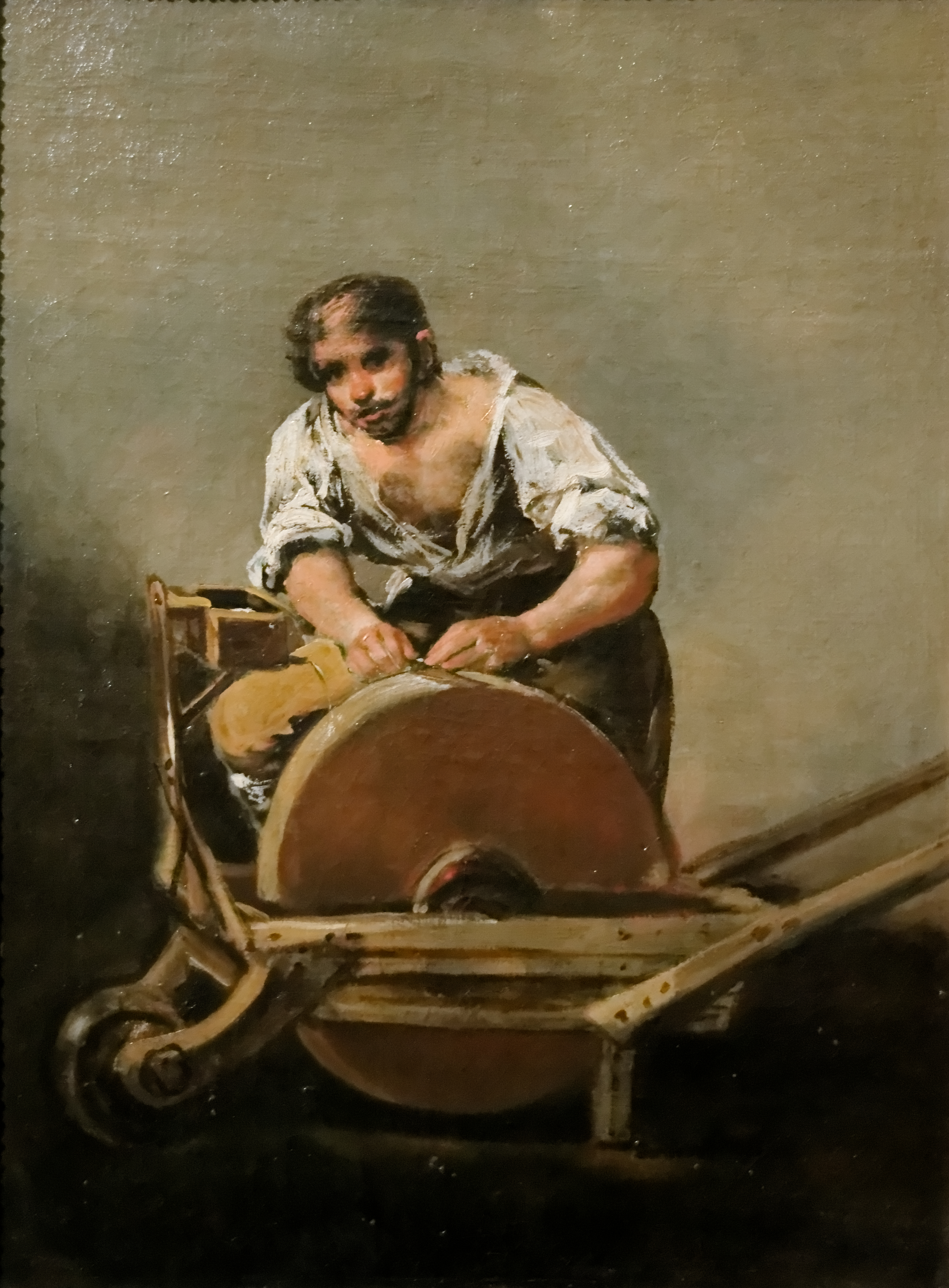
Le Rémouleur de Francisco de Goya, 1812.
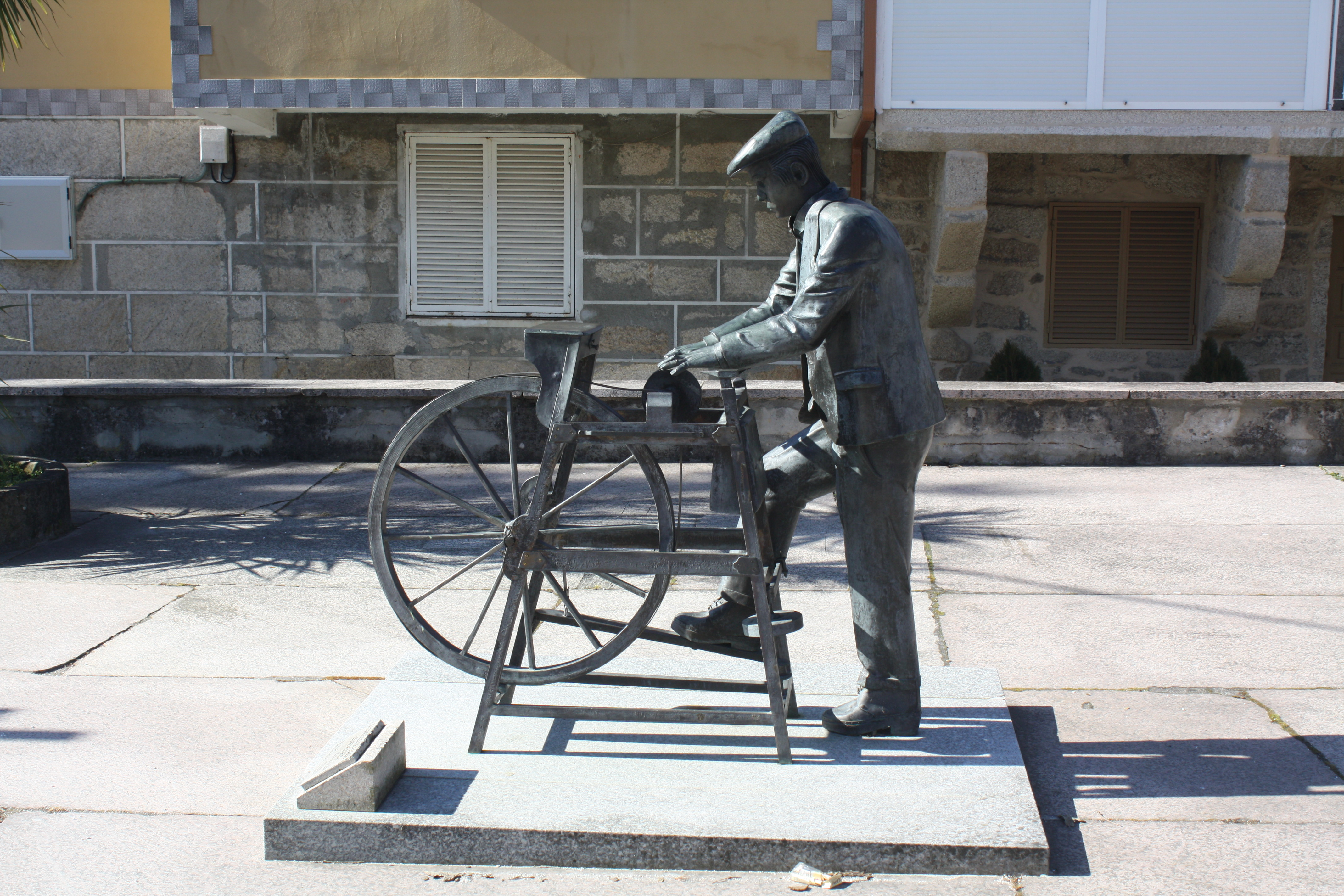
Sculpture (2004) en hommage au rémouleur galicien d'Esgos (Espagne).
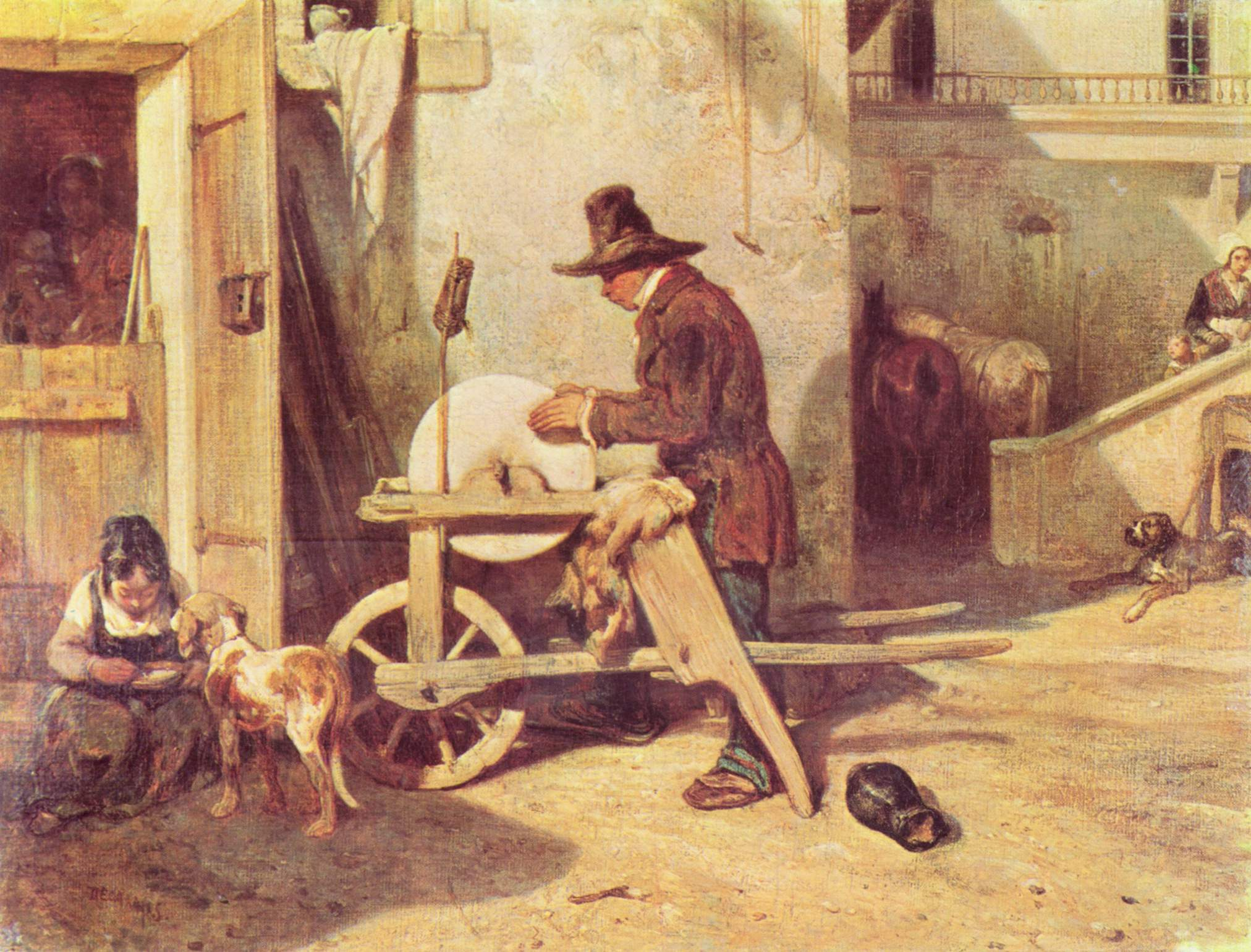
Le Rémouleur par Alexandre-Gabriel Decamps, vers 1840.
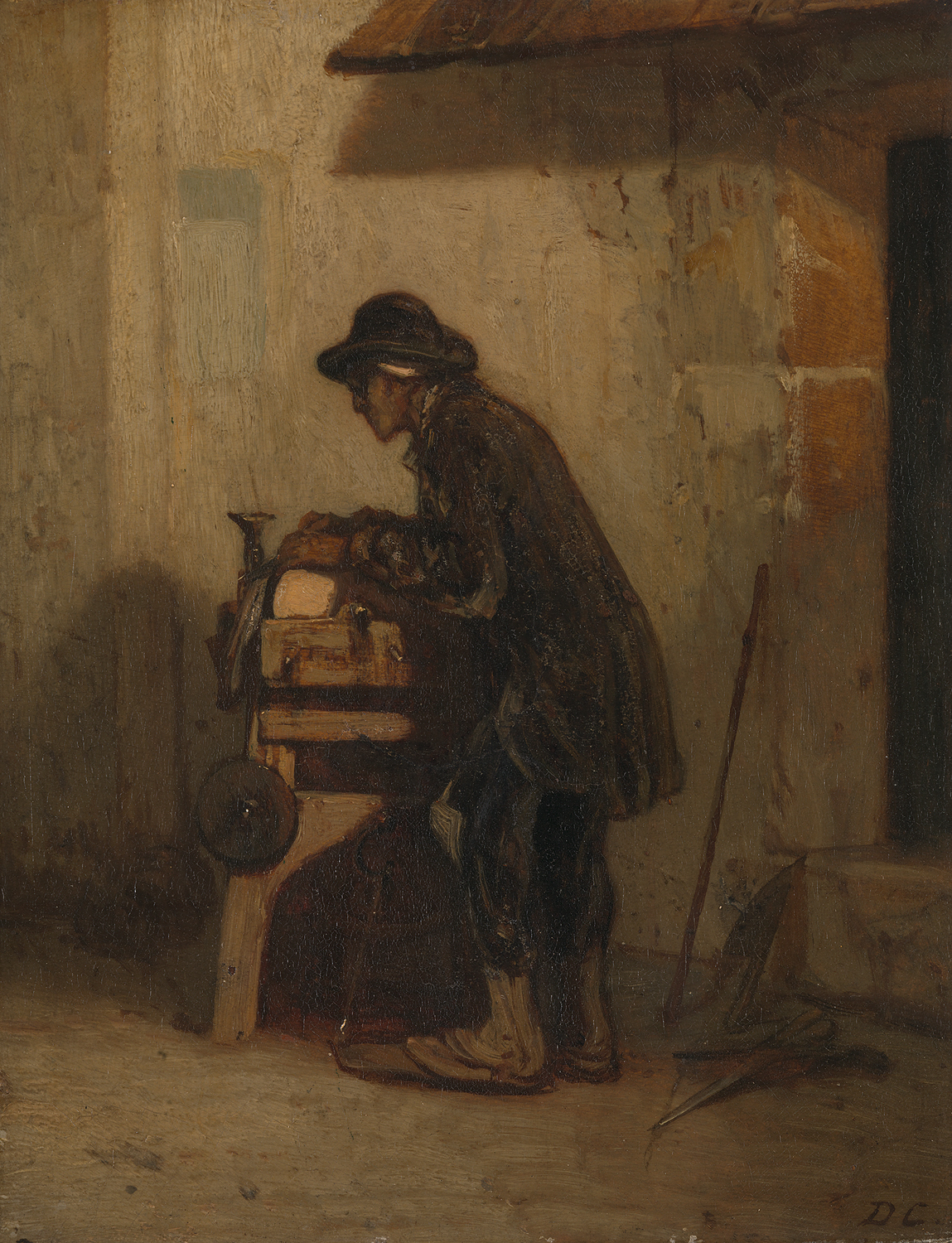
L'Affûteur de ciseaux par Alexandre-Gabriel Decamps, v. 1823-1860.
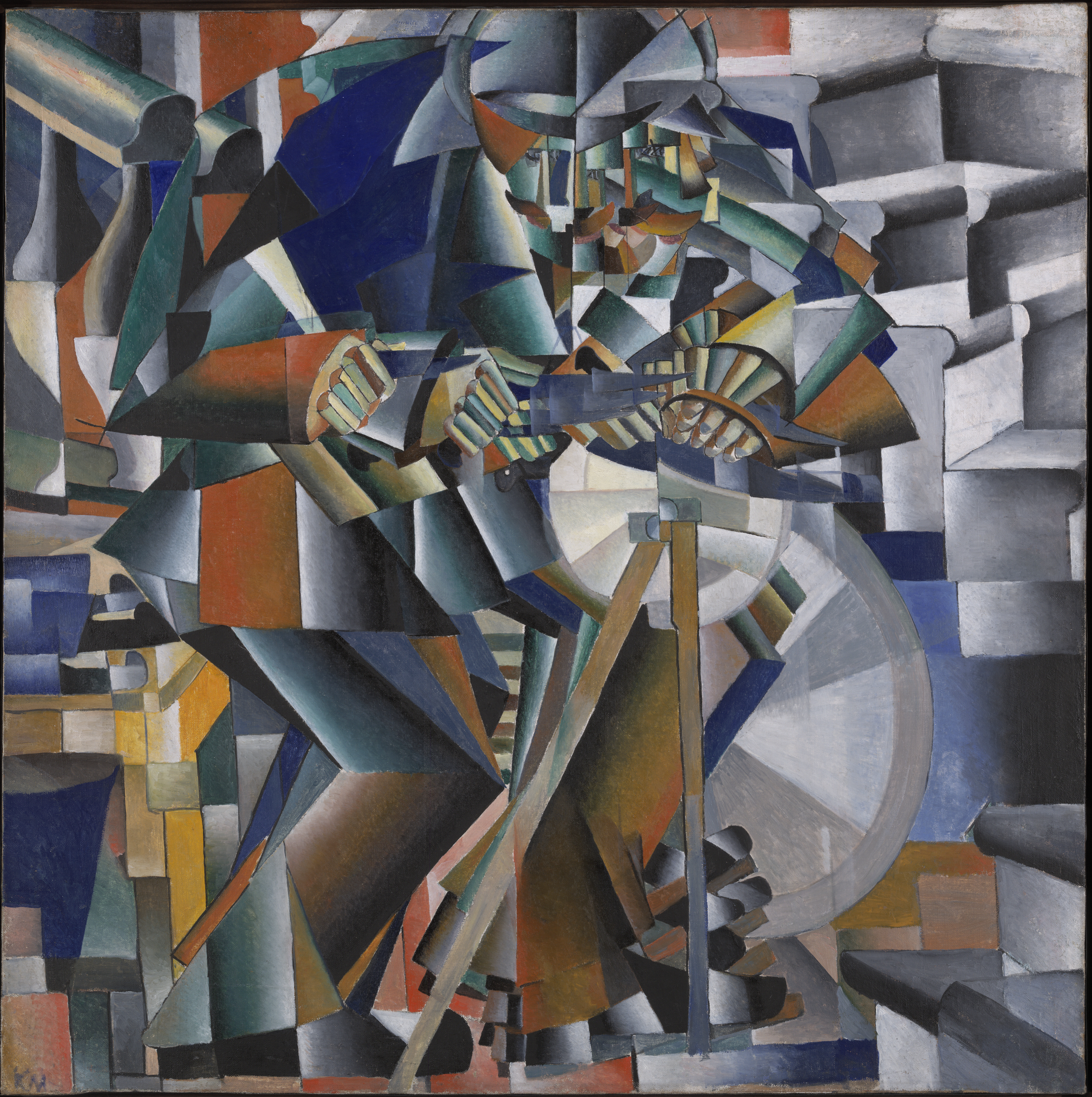
Le Rémouleur par Kazimir Malevitch, 1913.